# Henk Parren
Henk Parren (Arnhem, 1958) is een Nederlands voetbalbestuurder. Hij was Voorzitter van de Raad van Commissarissen en Voorzitter van het Stichtingsbestuur Vitesse-Arnhem bij Eredivisieclub Vitesse.
Henk Parren bekleedde, voor hij in het profvoetbal actief werd, diverse managementfuncties bij de retail multinational koninklijke Ahold Delhaize NV. 
In 2003 werd hij respectievelijk bestuurslid, secretaris en vice voorzitter bij de Supportersvereniging Vitesse. Dat sloot hij af toen hij in 2011 toetrad tot het Stichtingsbestuur Vitesse-Arnhem, de houders van het Golden Share van de Arnhemse eredivisionist. Het Golden Share (Gouden Aandeel) omvat o.a. de clubnaam, clublogo, clubkleuren, clubshirts en de speellocatie.
In 2017 werd de Arnhemmer voorzitter van het Stichtingsbestuur Vitesse en lid van de Raad van Commissarissen van Vitesse. In juni 2021 werd hij na het vertrek van zijn voorganger Yevgeny Merkel, voorzitter van de Raad van Commissarissen van Vitesse.. Parren was als commissaris medeverantwoordelijk voor de beoogde overname van Vitesse door The Common Group van Coley Parry.  